# District de Laon
1790–1795
Entités suivantes :
- Arrondissement de Laon

Le district de Laon était une division territoriale française du département de l'Aisne de 1790 à 1795. 

## Composition
Il était composé de 15 cantons : Beaurieux, Bruyères, Chevregny, Craonne, Crécy-sur-Serre, Crépy, Laon, Marle, Montcornet, Mons-en-Lannois, Neufchâtel, Liesse, Roucy, Rozoy et Sissonne.

## Liens
- Réduction des justices de paix en 1801 - Département de l'Aisne